# Cariaco
Cariaco ist ein Dorf und Verwaltungssitz der Gemeinde Ribero im Bundesstaat Sucre in Venezuela. Die Bevölkerungszahl beträgt 22.262 Einwohner (Stand: 30. Oktober 2011).

## Geschichte
Das Dorf wurde im sechzehnten Jahrhundert von Juan de Urpín gegründet. Die Siedlung wurde mehrmals von Karibindianern angegriffen. Alexander von Humboldt hat das Dorf 1799 besucht.
Im Jahre 1997 fand ein Erdbeben der Stärke 7 der Richterskala statt. 39 Menschen starben in der Gemeinde.
Koordinaten: 10° 29′ 41,95″ N, 63° 33′ 9,53″ W